# Matrice de Haddon
 (mai 2020).
Pour les articles homonymes, voir Haddon.
La matrice de Haddon est un paradigme dominant dans le domaine de la prévention des blessures et de la santé publique. Développée par William Haddon (d) en 1970, cette matrice examine les facteurs liés aux attributs personnels, aux attributs des vecteurs ou des agents et aux attributs environnementaux avant, pendant et après un traumatisme ou une mort au travail (en). Elle permet ainsi d'évaluer le degré d'importance de chacun des facteurs et de planifier les interventions en conséquence.

## Prévention des blessures
Manières de prévenir les blessures au cours des différentes phases, souvent appelées les stratégies de Haddon,,,, :

### Avant
1. Prévenir l'existence de l'agent,
2. Prévenir la libération de l'agent,
3. Séparer l'agent de l'hôte,
4. Protéger l'hôte.

### Pendant
1. Minimiser le nombre d'agents présents,
2. Contrôler le mode de transmission de l'agent,
3. Contrôler l'interaction entre l'agent et l'hôte,
4. Augmenter la résilience de l'hôte.

### Après
1. Fournir rapidement un traitement à l'hôte,
2. S'assurer de l'efficacité du traitement et la réhabilitation de l'hôte.

## Exemple
Une matrice de Haddon typique appliquée à un accident automobile :
| Phase              | facteurs humains                                             | facteurs logistiques                                                          | facteur environnementaux                                                        |
| ------------------ | ------------------------------------------------------------ | ----------------------------------------------------------------------------- | ------------------------------------------------------------------------------- |
| avant l'accident   | - Information - Attitudes - Déficiences - Renforts policiers | - État de la route - Éclairage - Freinage - Gestion de la vitesse             | - Tracé et conception de la route - Limite de vitesse - Installations piétonnes |
| pendant l'accident | - Immobilisation - Déficiences                               | - Immobilisation de l'occupant - Matériel de sécurité - Conception anti-crash | - Objets de protection contre les accidents sur les bords de rue                |
| après l'accident   | - Compétence en premiers secours - Accès aux médicaments     | - Facilité d'accès - Gestion du risque d'incendie                             | - Installations de sauvetage - Congestion                                       |